# NGC 3299
NGC 3299 est une petite galaxie spirale intermédiaire de type magellanique et située dans la constellation du Lion. NGC 3299 a été découverte par l'astronome germano-britannique William Herschel en 1789.

## Caractéristiques
Sa vitesse par rapport au fond diffus cosmologique est de 986 ± 25 km/s, ce qui correspond à une distance de Hubble de 14,54 ± 1,08 Mpc (∼47,4 millions d'al).
À ce jour, deux mesures non basées sur le décalage vers le rouge (redshift) donnent une distance de 10,850 ± 7,707 Mpc (∼35,4 millions d'al), ce qui est à l'intérieur des valeurs de la distance de Hubble. Puisque cette galaxie est relativement rapprochée du Groupe local, il est probable que cette valeur soit plus près de la distance réelle de NGC 3299. Notons que c'est avec la valeur moyenne des mesures indépendantes, lorsqu'elles existent, que la base de données NASA/IPAC calcule le diamètre d'une galaxie.
La classe de luminosité de NGC 3299 est IV-V et elle présente une large raie HI.
En raison d'une brillance de surface égale à 14,13 mag/am2, on peut qualifier NGC 3299 de galaxie à faible brillance de surface (LSB en anglais pour low surface brightness). Les galaxies LSB sont des galaxies diffuses (D) avec une brillance de surface inférieure de moins d'une magnitude à celle du ciel nocturne ambiant.

## Groupe de NGC 3368
La galaxie NGC 3299 fait partie du groupe de M96 (NGC 3368). Ce groupe de galaxies, aussi appelé par certains groupe du Lion I, contient au moins 12 galaxies dont M95 (NGC 3351), M96 (NGC 3368), NGC 3377, M105 (NGC 3379), NGC 3384, NGC 3412 et NGC 3489. Le groupe de M96 est en réalité l'un des deux sous-groupes du groupe du Lion I. L'autre sous-groupe est le triplet du Lion constitué des galaxies M65 (NGC 3623), M66 (NGC 3627) et NGC 3628. Le groupe du Lion I est l'un des nombreux groupes du superamas de la Vierge.